# Páros rövid program szinkronúszás a 2017-es úszó-világbajnokságon
A 2017-es úszó-világbajnokságon a szinkronúszás páros rövid programjának selejtezőjét július 14-én, döntőjét pedig július 16-án rendezték meg a Városligetben.

## Versenynaptár
| Dátum                      | Időpont | Forduló   |
| -------------------------- | ------- | --------- |
| 2017. július 14., péntek   | 16:00   | Selejtező |
| 2017. július 16., vasárnap | 11:00   | Döntő     |

## Eredmény
Zölddel kiemelve a döntőbe jutottak
| Helyezés  | Versenyzők                                                      | Nemzetiség | Selejtező | Selejtező | Döntő   | Döntő    |
| Helyezés  | Versenyzők                                                      | Nemzetiség | Pont      | helyezés  | Pont    | Helyezés |
| --------- | --------------------------------------------------------------- | ---------- | --------- | --------- | ------- | -------- |
| Aranyérem | Szvetlana Kolesznyicsenko Alekszandra Packevics                 | RUS        | 95.0062   | 1         | 95.0515 | 1        |
| Ezüstérem | Csiang Ting-ting (Jiang Tingting) Csiang Ven-ven (Jiang Wenwen) | CHN        | 92.9033   | 2         | 94.0775 | 2        |
| Bronzérem | Anna Volosina Jelizaveta Jahno                                  | UKR        | 90.6940   | 3         | 92.6482 | 3        |
| 4         | Yukiko Inui Mai Nakamura                                        | JPN        | 90.1304   | 4         | 92.0572 | 4        |
| 5         | Ona Carbonell Paula Ramírez                                     | ESP        | 89.2965   | 5         | 90.7507 | 5        |
| 6         | Linda Cerruti Costanza Ferro                                    | ITA        | 87.8125   | 6         | 89.2463 | 6        |
| 7         | Claudia Holzner Jacqueline Simoneau                             | CAN        | 87.7081   | 7         | 87.6523 | 7        |
| 8         | Anna-Maria Alexandri Eirini-Marina Alexandri                    | AUT        | 85.0805   | 9         | 85.7694 | 8        |
| 9         | Evangelia Papazoglou Evangelia Platanioti                       | GRE        | 85.8407   | 8         | 85.7439 | 9        |
| 10        | Karem Achach Nuria Diosdado                                     | MEX        | 84.8320   | 10        | 85.2599 | 10       |
| 11        | Charlotte Tremble Laura Tremble                                 | FRA        | 83.8932   | 11        | 83.9734 | 11       |
| 12        | Anita Alvarez Victoria Woroniecki                               | USA        | 83.4526   | 12        | 83.4715 | 12       |
| 13        | Alexandra Nemich Yekaterina Nemich                              | KAZ        | 83.2379   | 13        |         |          |
| 14        | Jang Hyon-ok Min Hae-yon                                        | PRK        | 81.5767   | 14        |         |          |
| 15        | Luisa Borges Maria Coutinho                                     | BRA        | 81.3024   | 15        |         |          |
| 16        | Iryna Limanouskaya Veronika Yesipovich                          | BLR        | 80.7824   | 16        |         |          |
| 17        | Bregje de Brouwer Noortje de Brouwer                            | NED        | 80.3033   | 17        |         |          |
| 18        | Estefanía Álvarez Mónica Arango                                 | COL        | 77.8780   | 18        |         |          |
| 19        | Kiss Szofi Schwarcz Anett                                       | HUN        | 77.8583   | 19        |         |          |
| 20        | Alžběta Dufková Sabina Langerová                                | CZE        | 77.8287   | 20        |         |          |
| 21        | Marlene Bojer Daniela Reinhardt                                 | GER        | 77.4030   | 21        |         |          |
| 22        | Maxence Bellina Maria Piffaretti                                | SUI        | 77.0014   | 22        |         |          |
| 23        | Anastasiya Ruzmetova Gulsanam Yuldasheva                        | UZB        | 76.2008   | 23        |         |          |
| 24        | Defne Bakirci Misra Gündeş                                      | TUR        | 75.8019   | 24        |         |          |
| 25        | Samia Hagrass Dara Tamer                                        | EGY        | 75.5396   | 25        |         |          |
| 26        | Lara Mechnig Marluce Schierscher                                | LIE        | 74.9225   | 26        |         |          |
| 27        | Eden Blecher Yael Polka                                         | ISR        | 74.8385   | 27        |         |          |
| 28        | Debbie Soh Miya Yong                                            | SIN        | 74.7393   | 28        |         |          |
| 29        | Petra Ďurišová Diana Miškechová                                 | SVK        | 74.6111   | 29        |         |          |
| 30        | Camila Arregui Trinidad López                                   | ARG        | 73.8927   | 30        |         |          |
| 31        | Gan Hua Wei Lee Lee Yhing Huey                                  | MAS        | 73.1753   | 31        |         |          |
| 32        | Daniela Bozadzhieva Hristina Damyanova                          | BUL        | 72.4098   | 32        |         |          |
| 33        | Maria Gonçalves Cheila Vieira                                   | POR        | 71.7694   | 33        |         |          |
| 34        | Julia Mikołajczak Swietłana Szczepańska                         | POL        | 69.6699   | 34        |         |          |
| 35        | Fiorella Calvo Natalia Jenkins                                  | CRC        | 69.2287   | 35        |         |          |
| 36        | Emma Manners-Wood Laura Strugnell                               | RSA        | 67.3661   | 36        |         |          |
| 37        | Eva Morris Jazzlee Thomas                                       | NZL        | 66.8577   | 37        |         |          |
| 38        | Arisnelvis Arisnelvis Carysney García                           | CUB        | 66.1458   | 38        |         |          |
| 39        | Haruka Kawazoe Christie Poon                                    | HKG        | 63.7011   | 39        |         |          |
| 40        | Ruth Abiera Allyssa Salvador                                    | PHI        | 55.5266   | 40        |         |          |